# Zygmunt Hanusik
Zygmunt Józef Hanusik (né le 28 février 1945 et mort le 4 mars 2021 à Katowice) est un coureur cycliste polonais. 
Champion de Pologne sur route en 1970, il a remporté le Tour d'Algérie la même année. Il a représenté la Pologne lors de la course sur route des Jeux olympiques de 1968.

## Palmarès
- 1966
  - 10e étape du Tour de Pologne
- 1967
  - 7e et 12e étapes de la Milk Race
  - 5e étape du Tour de Pologne
- 1968
  - 1re étape de la Course de la Paix
  - 6e de la Course de la Paix
- 1969
  - 1re étape de la Course de la Paix
  - 2e étape du Dookoła Mazowsza
  - 1re et 4e étapes du Tour de Pologne
  - 2e du Tour de Pologne
- 1970
  -  Champion de Pologne sur route
  - Tour d'Algérie :
    - Classement général
    - 4e étape secteur b

  - 2e étape de la Course de la Paix
  - 1re (contre-la-montre par équipes) et 5e étapes du Tour du Loir-et-Cher
  - 2e du Tour du Loir-et-Cher
  - 3e de la Course de la Paix
- 1971
  - 8e étape du Tour de Bulgarie
  - 2e du Tour de Bulgarie
  - 2e du Grand Prix d'Annaba
  - 2e de la course pré-olympique
- 1972
  - Tour du Loir-et-Cher
  - 3e du championnat de Pologne sur route